# 당뇨병의 관리
당뇨병의 관리(糖尿病管理, 영어: diabetes management)의 주요 목표는 가능한 한 탄수화물 대사를 정상 상태로 되돌리는 것이다. 이러한 목표의 달성을 위해, 인슐린이 절대적으로 부족한 사람은 주사나 인슐린 펌프 등을 통한 대치 요법이 필요하다. 반면 인슐린내성이 있는 경우는 식사의 변경과 운동으로 바로잡을 수 있다. 당뇨병 관리의 다른 목표로는 당뇨병과 그 치료로 인한 여러 합병증을 예방하거나 치료하는 것이다.
당뇨병에는 여러 다른 대사 장애가 포함되며, 이들은 치료하지 않고 그대로 방치하면 혈당이 상승한다. 제1형 당뇨병은 췌장에서 더 이상 상당한 양의 호르몬 인슐린이 생성되지 않을 때에 발생되는데, 원인불명으로 인슐린을 생성하는 췌장내 베타 세포의 자가면역에 의한 파괴에 의한다. 제2형 당뇨병은 췌장에서의 자가면역에 의한 파괴 또는/그리고 인슐린내성에 기인하는 것으로 여겨지고 있다. 제2형 당뇨병의 췌장은 정상 또는 오히려 비정상적으로 많은 인슐린을 생산하고 있을 수 있다. 여러 형태의 저연령대의 성숙기발병당뇨병(MODY)과 같은 다른 형태의 당뇨병에서는 불충분한 인슐린과 인슐린내성이 복합적으로 나타날 수 있다. 제1형 당뇨병 환자에서도 어느 정도의 인슐린내성은 있을 수 있다.

## 개요

### 목표
치료의 목표는 혈당, 혈압, 지방질을 효과적으로 통제하고, 당뇨병에 관련된 장기적 결과의 위험을 최소화하는 것에 관련된다. 이는 다양한 당뇨병 관련 기관에서 발표한 치료 지침에도 나타나 있다.
그 목표는 다음과 같다.
- HbA1c 수치 6%[1]에서 7.0%[2]
- 식전 혈당: 3.9에서 7.2 mmol/L (70에서 130 mg/dl)[3]
- 식사 2시간 후 혈당: <10 mmol/L (<180 mg/dl)[3]

목표는 다음 사항들에 기초하여 개인화되어야 한다.
- 당뇨병의 기간
- 나이/기대여명
- 동반질병
- 알려진 심혈관계 질환이나 미세혈관병
- 저혈당 인식

고연령 환자의 경우, 미국 노인병학회에서는 임상진료지침에서는 '노쇠한 고연령자는, 기대여명이 5년 미만인 환자나 집중적인 혈당 통제가 득보다 실이 많은 것으로 보일 때, HbA1c 8% 정도의 덜 엄중한 목표가 적당하다'고 설명한다.

### 중점
관리에 있어서 중점을 두어야 할 것은 포도당의 주기이다. 그 안에서 혈류 속의 포도당은 체세포에서 이용이 가능하게 된다. 이는 혈류로 들어가는 포도당의 한 쌍의 주기와, 포도당을 체세포에서의 적절하게 활용하게 하는 인슐린에 좌우되는 과정으로, 양쪽 측면 모두 관리가 필요할 수 있다.

### 복잡한 특징들

포도당과 인슐린의 일주기

당뇨병의 관리는 포도당 주기의 되먹임 고리의 본질에 기인한다.
- 포도당 주기는 두 가지 요소에 영향받는 체계이다.: 포도당의 혈류로의 유입과, 이를 혈류로부터 내보내는 것을 통제하는 인슐린의 혈중 농도이다.
- 하나의 체계로서 식사와 운동에 민감하다.

## 같이 보기
- 당뇨병
- 제1형 당뇨병
- 제2형 당뇨병